# 松尾一
松尾一（日语：まつお はじめ，转写：Matsuo Hajime，1972年9月26日—），生于大阪府的日本足球裁判。
松尾一在大阪电气通信大学读书时就担任过足球裁判。1997年，松尾一成为日本一级足球裁判。2004年起担任日本職業足球甲級聯賽主裁判。2005年，松尾一成为FIFA国际足球裁判。不过根据纪录，松尾一执法的国际比赛并不多，包括亚洲足协杯、亚足联挑战杯、东亚足球锦标赛和几场国家队友谊赛，没有执法过亚洲冠军联赛和亚洲杯，2009年以后也再未执法过国际比赛。松尾一在日本国内也参与执法较低级别的日本職業足球乙級聯賽。
2013年中超联赛第7轮，中国足协决定邀请松尾一执法广州富力主场与广州恒大的广州德比。